# T2 (groupe)
T2 est un groupe de rock progressif et hard rock britannique, originaire d'Angleterre. Leur carrière musicale se déroule entre 1970 et 1972, puis entre 1992 et 1997.

## Biographie
Le groupe est formé en 1970 autour d'anciens musiciens de Please et de Bulldog Breed : le batteur et compositeur Peter Dundon, le bassiste Bernard Jenkins et le guitariste Keith Cross. Le succès est tout de suite au rendez-vous et le trio décroche un contrat chez Decca Records. T2 commence une importante tournée qui les voit notamment se produire au Marquee Club  et enregistre entre-temps leur premier album intitulé It'll All Work Out In Boomland,. Ce disque, qui présente seulement quatre longs morceaux, dont l'un d'eux Morning occupe une face entière du vinyle, déplait à Decca qui décide de ne pas s'occuper de la promotion de l'album. Cette décision sera fatale au groupe qui se sépare juste avant le départ pour une grande tournée américaine.
Les morceaux enregistrés à cette époque en prévision de leur second album ne seront donc publiés qu'en 2008 sur le CD Highway qui montre l'orientation plus hard rock choisie alors par T2.

## Discographie
- 1970 : It'll All Work Out in Boomland
- 1992 : Second Bite
- 1993 : Waiting For The Band
- 1994 : On The Front Line
- 1997 : Fantasy (T2 ou 1970) - démos enregistrées en 1970
- 2012 : 1971-1972